# Regeringen Viggo Kampmann II
Regeringen Viggo Kampmann II var Danmarks regering 18. november 1960 – 3. september 1962.
Ændringer: 7. september 1961
Den bestod af følgende ministre fra Socialdemokratiet og Det Radikale Venstre:
- Statsminister: Viggo Kampmann (S)
- Udenrigsminister: J.O. Krag (S)
- Finansminister: Kjeld Philip (RV) til 7. september 1961, derefter Hans R. Knudsen (S)
- Undervisningsminister: Jørgen P.L. Jørgensen (RV) til 7. september 1961, derefter K. Helveg Petersen (RV)
- Økonomiminister: Bertel Dahlgaard (RV) til 7. september 1961, derefter Kjeld Philip (RV)
- Socialminister: Julius Bomholt (S) til 7. september 1961
- Minister for kulturelle anliggender: Julius Bomholt (S) fra 7. september 1961
- Kirkeminister: Bodil Koch (S)
- Justitsminister: Hans Hækkerup (S)
- Minister for offentlige arbejder: Kai Lindberg (S)
- Forsvarsminister: Poul Hansen (Kalundborg) (S)
- Arbejdsminister, fra 7. september 1961 arbejds- og socialminister: Kaj Bundvad (S)
- Landbrugsminister: Karl Skytte (RV)
- Handelsminister (minister for handel, håndværk, industri og søfart): Lars P. Jensen (S) til 7. september 1961, derefter Hilmar Baunsgaard (RV)
- Boligminister: Carl P. Jensen (S)
- Indenrigsminister: Hans R. Knudsen (S) til 7. september 1961, derefter Lars P. Jensen (S)
- Fiskeriminister: A.C. Normann (RV)
- Minister for Grønland: Mikael Gam (up) Valgt for Nordgrønland